# El maleficio
El maleficio (no Brasil: Estranho Poder) é uma telenovela mexicana produzida por Ernesto Alonso para a Televisa e exibida pelo Canal de las Estrellas entre 7 de fevereiro de 1983 e 4 de maio de 1984, substituindo Gabriel y Gabriela e sendo substituída por Eclipse, em 325 capítulos.
Contou com Ernesto Alonso, Jacqueline Andere, Norma Herrera, María Sorté, Carmen Montejo, Emilia Carranza, Carlos Bracho, Patricia Reyes Spíndola e Humberto Zurita nos papéis principais.

## Enredo
Beatriz é uma respeitável viúva, que desde a morte de seu marido vive dedicada a criar seus filhos, Vicky e Juanito, junto com sua sogra Dona Emilia. Beatriz conhece o poderoso milionário Enrique de Martino, que a deslumbra com suas atenções e concorda em se casar com ele.
A vida de Beatriz e dos seus filhos altera-se quando se mudam para a Mansão de Martino, onde entram em contato com os estranhos filhos de Enrique: o perverso Jorge, o doce mas confuso César e o enigmático Raul. Beatriz descobre que o marido pode ser muito mau e que levou sua primeira esposa, Nora, ao alcoolismo. Enquanto isso, Juanito possui poderes paranormais que são despertados ao entrar em contato com a atmosfera maligna que cerca seu padrasto.
Enrique é na verdade um feiticeiro que fez fortuna graças às más artes e vai constantemente às bruxas da cidade de Oaxaca, especialmente Teodora, que adora uma entidade diabólica a quem chama de "Bael" e que se manifesta através de uma pintura que Enrique zelosamente guardas em seu escritório. A pedido de sua fraternidade (máfia) chefiada por um italiano radicado em Nova York, Luiggi tem como missão escolher seu sucessor, que deve ser tão ou mais implacável que ele. Depois de vários testes, Jorge parece estar na liderança. Mas em algumas missões, ele desobedece, geralmente movido por uma ambição pessoal muito excessiva, o que faz Enrique hesitar em dar a sucessão a Jorge, mas não há outra pessoa tão má.
Roberto Ayala, marido de Beatriz, não morreu de fato e reaparece em sua vida fingindo ser seu irmão gêmeo Ricardo, que a fraternidade havia realmente assassinado. Roberto fica horrorizado ao ver a má influência que De Martino exerce sobre sua família. No meio de tudo isso, Jorge abusa de Vicky e a engravida. Vicky casa-se com Jorge forçado por Enrique, contra a vontade de Beatriz e do próprio Jorge. Diante disso, Jorge perde definitivamente a provável linha de sucessão na fraternidade, pois dentro de todo o mal havia alguns estranhos princípios do bem que não deveriam ser transgredidos. Uma delas era “nunca se deve negar sangue” e Jorge fingia não conhecer o filho. Por causa disso, o pior ainda está para acontecer. Enrique escolheu Juanito para ser seu sucessor.

## Produção
Nesta novela, Ernesto Alonso se triplicou entre os papéis de produtor, protagonista e vilão. Seu personagem Enrique de Martino o consagrou como ator de TV e como produtor, recebendo o título de El señor telenovela. 
El maleficio é a primeira telenovela que abordou temas como espiritismo, bruxaria, terror psicológico e ocultismo. Vista como arriscada, a trama por pouco foi cancelada, porém o sucesso foi além do esperado.
O personagem de Ernesto Alonso idolatrava um demônio chamado 'Bael', que ao entrar em contato com ele seus olhos se iluminavam. Isso gerou uma atmosfera macabra no set de gravação, os próprios técnicos asseguraram que a pintura era impossível de se pendurar na parede, já que ela cairia em pouco tempo.
Além disso, coisas estranhas começaram a surgir no set, as luzes foram apagadas constantemente, coisas foram quebradas, até foram vistas silhuetas de pessoas que não faziam parte da produção, além do suposto desaparecimento de objetos.
Os atores do elenco também tiveram que tomar precauções, vários deles usando escapulários, medalhas e crucifixos como proteção contra eventos paranormais. As atrizes Patricia Reyes Spíndola e Malena Doria também realizavam ritos para ficar 'protegidas', a primeira vinha com uma cartomancia para 'prevenir' eventualidades enquanto a segunda fazia uma limpeza em casa porque as coisas estavam se movendo e ruídos estranhos eram ouvidos. Mediante esses fatos é que se diz que esta novela possui uma maldição.

## Elenco
- Ernesto Alonso - Enrique de Martino
- Jacqueline Andere - Beatriz Peralta vda. de Ayala / Beatriz Peralta de De Martino
- Norma Herrera - Nora Valdés de De Martino
- Humberto Zurita - Jorge de Martino Valdés
- Carmen Montejo - Doña Emilia vda. de Ayala
- Sergio Jiménez - Raúl de Martino Valdés / Damián Juárez
- María Sorté - Patricia Lara
- Erika Buenfil - Virginia "Vicky" Ayala Peralta
- Emilia Carranza - María de Reyna
- Gloria Mayo - Eva
- Arsenio Campos - Álvaro
- Sergio Goyri - César de Martino Valdés
- Rebecca Jones - Ruth Reyna
- Eduardo Yáñez - Diego Flores
- Alba Nydia Díaz - Sara
- Alfredo Leal - Ricardo Ayala / Roberto Ayala
- Jorge del Campo - Felipe Reyna
- Alfonso Meza - Teniente Larios
- Patricia Reyes Spíndola - Teodora
- Carlos Bracho - Pedro Jiménez
- Gina Romand - Alicia
- Armando Araiza - Juan "Juanito" Ayala Peralta
- Ana Patricia Rojo - Liliana
- Mónica Martell - Alma Bauer
- Raquel Olmedo - Yuliana Pietri
- Héctor Sáez - Joao
- Nerina Ferrer - Lorena de la Garza
- Bárbara Hermen - Lourdes "Lulú"
- Guillermo Aguilar - Meyer
- Malena Doria - Soledad
- Angélica Chain - Cinthia
- Eduardo Liñán - Alberto Pietri
- Roy Rossello
- Carmen Belén Richardson - Inés
- Luis Enrique Guzmán Pinal - Francisco "Paco"
- Miguel Palmer - Armando Ramos
- Xavier Masse - Luiggi
- Rey Pascual - Rioja
- Eric del Castillo - Carlos Reyes

## Exibição no Brasil
Foi exibida no Brasil, pelo SBT, sob o título de Estranho Poder entre 20 de agosto de 1984 e 6 de abril de 1985. Em 187 capítulos. Marcando 6.0 Pontos no Ibope. Foi reprisada entre 16 de novembro de 1987 e 25 de janeiro de 1988.

## Prêmios e Indicações

### Prêmio TVyNovelas de 1984
| Categoria                  | Nominado(a)       | Resultado |
| -------------------------- | ----------------- | --------- |
| Melhor telenovela          | Ernesto Alonso    | Nominado  |
| Melhor atriz protagonista  | Jacqueline Andere | Nominada  |
| Melhor ator protagonista   | Ernesto Alonso    | Ganhador  |
| Melhor ator antagonista    | Humberto Zurita   | Ganhador  |
| Melhor revelação feminina  | Erika Buenfil     | Nominada  |
| Melhor revelação masculina | Sergio Goyri      | Ganhador  |
| Melhor atuação infantil    | Armando Araiza    | Ganhador  |
| Melhor atuação infantil    | Ana Patricia Rojo | Ganhadora |

### Prêmios La Maravilla
| Categoria               | Nominado(a)     | Resultado |
| ----------------------- | --------------- | --------- |
| Melhor telenovela       | Ernesto Alonso  | Ganhador  |
| Melhor villano          | Ernesto Alonso  | Ganhador  |
| Melhor atriz de reparto | Norma Herrera   | Nominada  |
| Melhor ator de reparto  | Humberto Zurita | Ganhador  |
| Melhor atriz experiente | Carmen Montejo  | Nominada  |

### Prêmios ACE
| Ano  | Categoria                   | Nominado(a)     | Resultado |
| ---- | --------------------------- | --------------- | --------- |
| 1985 | Melhor programa cênico      | Ernesto Alonso  | Ganhador  |
| 1985 | Melhor atriz                | Norma Herrera   | Ganhadora |
| 1985 | Melhor co-atuação masculina | Humberto Zurita | Ganhador  |
| 1985 | Melhor diretor              | Raúl Araiza     | Ganhador  |